# Khải Đông
Khải Đông (chữ Hán phồn thể: 啟東市, chữ Hán giản thể: 启东市) là một thành phố cấp huyện thuộc địa cấp thị Nam Thông, tỉnh Giang Tô, Cộng hòa Nhân dân Trung Hoa. Thành phố này nằm ở nơi giáp giới của Đông Hải, Hoàng Hải và Trường Giang, bờ bắc của cửa sông Trường Giang đổ vào biển. Khải Đông do phù sa của Trường Giang bồi tụ thành. Thành phố này được lập từ huyện được thành lập năm 1928. Khải Đông có diện tích 1157 ki-lô-mét vuông, dân số khoảng 1,16 triệu người. Về mặt hành chính, thành phố này được chia thành 24 trấn và một khu phát triển kinh tế.